# Elezioni comunali in Piemonte del 2019
Le elezioni comunali in Piemonte del 2019 si sono tenute il 26 maggio (con ballottaggio l'8 giugno).

## Riepilogo Sindaci Eletti
| Provincia            | Comune            | Sindaco uscente | Sindaco uscente          | Sindaco eletto | Sindaco eletto            | Primo turno | Primo turno            | Secondo turno | Secondo turno | Seggi   |       |       |         |
| -------------------- | ----------------- | --------------- | ------------------------ | -------------- | ------------------------- | ----------- | ---------------------- | ------------- | ------------- | ------- | ----- | ----- | ------- |
| Provincia            | Comune            | Torino          | Beinasco                 |                | Maurizio Piazza (PD)      |             | Antonella Gualchi (PD) | 4.485         | 44,31         | Seggi   | 3.913 | 53,89 | 10 / 16 |
| Chieri               |                   | Torino          | Claudio Martano (PD)     |                | Alessandro Sicchiero (PD) | 5.764       | 29,97                  | 7.775         | 59,41         | 15 / 24 |       |       |         |
| Collegno             |                   | Torino          | Francesco Casciano (PD)  |                | Francesco Casciano (PD)   | 14.393      | 52,75                  | _             | _             | 15 / 24 |       |       |         |
| Giaveno              |                   | Torino          | Carlo Giacone (Ind.)     |                | Carlo Giacone (Ind.)      | 4.021       | 42,30                  | 4.559         | 58,38         | 10 / 16 |       |       |         |
| Leini                |                   | Torino          | Gabriella Leone (Ind.)   |                | Renato Pittalis (Ind.)    | 2.148       | 24,43                  | 3.652         | 54,95         | 10 / 16 |       |       |         |
| Piossasco            |                   | Torino          | Roberta Avola (PD)       |                | Pasquale Giuliano (PD)    | 4.313       | 44,58                  | 3.778         | 51,55         | 10 / 16 |       |       |         |
| Rivoli               |                   | Torino          | Franco Dessì (PD)        |                | Andrea Tragaioli (Ind.)   | 10.729      | 39,97                  | 9.637         | 50,42         | 14 / 24 |       |       |         |
| Settimo Torinese     |                   | Torino          | Fabrizio Puppo (PD)      |                | Elena Piastra (PD)        | 11.671      | 45,53                  | 11.251        | 64,61         | 15 / 24 |       |       |         |
| Cuneo                | Alba              |                 | Maurizio Marello (PD)    |                | Carlo Bo (FI)             | 9.004       | 51,05                  | _             | _             | 15 / 24 |       |       |         |
| Cuneo                | Bra               |                 | Bruna Sibille (PD)       |                | Giovanni Fogliato (PD)    | 7.395       | 46,52                  | 7.521         | 57,09         | 10 / 16 |       |       |         |
| Cuneo                | Fossano           |                 | Francesco Balocco (PD)   |                | Dario Tallone (LSP)       | 5.645       | 41,47                  | 6.012         | 54,24         | 10 / 16 |       |       |         |
| Cuneo                | Saluzzo           |                 | Mauro Calderoni (PD)     |                | Mauro Calderoni (PD)      | 5.099       | 54,35                  | _             | _             | 10 / 16 |       |       |         |
| Alessandria          | Casale Monferrato |                 | Concetta Palazzetti (PD) |                | Federico Riboldi (FdI)    | 10.318      | 58,94                  | _             | _             | 15 / 24 |       |       |         |
| Alessandria          | Novi Ligure       |                 | Rocchino Muliere (PD)    |                | Gian Paolo Cabella (LSP)  | 6.283       | 43,97                  | 6.118         | 51,22         | 10 / 16 |       |       |         |
| Alessandria          | Tortona           |                 | Gianluca Bardone (PD)    |                | Federico Chiodi (LSP)     | 7.895       | 57,02                  | _             | _             | 10 / 16 |       |       |         |
| Novara               | Galliate          |                 | Davide Ferrari (LSP)     |                | Claudiano di Caprio (LSP) | 3.902       | 47,49                  | 3.266         | 51,28         | 10 / 16 |       |       |         |
| Biella               | Biella            |                 | Marco Cavicchioli (PD)   |                | Claudio Corradino (LSP)   | 9.317       | 39,95                  | 8.982         | 50,98         | 20 / 32 |       |       |         |
| Vercelli             | Vercelli          |                 | Maura Forte (PD)         |                | Andrea Corsaro (FI)       | 9.918       | 41,89                  | 9.450         | 54,80         | 20 / 32 |       |       |         |
| Verbano-Cusio-Ossola | Verbania          |                 | Silvia Marchionini (PD)  |                | Silvia Marchionini (PD)   | 6.224       | 38,70                  | 6.923         | 50,62         | 20 / 32 |       |       |         |

## Voti ai candidati sindaco delle liste/coalizioni al primo turno
| Liste/Coalizioni | Liste/Coalizioni   | Voti    | %      |
| ---------------- | ------------------ | ------- | ------ |
|                  | Centro-destra      | 123 490 | 39,93% |
|                  | Centro-sinistra    | 114 405 | 36,99% |
|                  | Movimento 5 Stelle | 26 327  | 8,51%  |
|                  | Centro             | 22 089  | 7,14%  |
|                  | Altri              | 22 969  | 7,43%  |
| Totale           | Totale             | 309280  | 100%   |

## Torino

### Beinasco
| Candidati                              | Candidati                    | II turno             | II turno           | I turno | I turno | Liste                     | Voti  | %     | Seggi |
| Candidati                              | Candidati                    | Voti                 | %                  | Voti    | %       | Liste                     | Voti  | %     | Seggi |
| -------------------------------------- | ---------------------------- | -------------------- | ------------------ | ------- | ------- | ------------------------- | ----- | ----- | ----- |
|                                        | Antonella Gualchi ✔️ Sindaco | 3 913                | 53,89              | 4 485   | 44,31   | Partito Democratico       | 3 088 | 31,56 | 8     |
| Beinasco Civica                        | Antonella Gualchi ✔️ Sindaco | 3 913                | 53,89              | 4 485   | 44,31   | 396                       | 4,05  | 1     |       |
| Sinistra Popolare                      | Antonella Gualchi ✔️ Sindaco | 3 913                | 53,89              | 4 485   | 44,31   | 372                       | 3,80  | 1     |       |
| Città Futura                           | Antonella Gualchi ✔️ Sindaco | 3 913                | 53,89              | 4 485   | 44,31   | 290                       | 2,96  | –     |       |
| Partito Socialista Italiano            | Antonella Gualchi ✔️ Sindaco | 3 913                | 53,89              | 4 485   | 44,31   | 163                       | 1,67  | –     |       |
|                                        | Daniel Cannati               | 3 348                | 46,11              | 3 117   | 30,79   | Lega                      | 1 861 | 19,02 | 3     |
| Scegliamo Beinasco                     | Daniel Cannati               | 3 348                | 46,11              | 3 117   | 30,79   | 460                       | 4,70  | –     |       |
| Forza Italia                           | Daniel Cannati               | 3 348                | 46,11              | 3 117   | 30,79   | 457                       | 4,67  | –     |       |
| Fratelli d'Italia - Alleanza Nazionale | Daniel Cannati               | 3 348                | 46,11              | 3 117   | 30,79   | 230                       | 2,35  | –     |       |
| Seggio di coalizione                   | Seggio di coalizione         | Seggio di coalizione | 46,11              | 3 117   | 30,79   | 1                         |       |       |       |
|                                        | Daniela Zanetti              | Daniela Zanetti      | Daniela Zanetti    | 1 545   | 15,26   | Movimento 5 Stelle        | 1 537 | 15,71 | 1     |
| Seggio di coalizione                   | Seggio di coalizione         | Seggio di coalizione | Daniela Zanetti    | 1 545   | 15,26   | 1                         |       |       |       |
|                                        | Luca Cricenti                | Luca Cricenti        | Luca Cricenti      | 553     | 5,46    | Passione Beinasco         | 511   | 5,22  | –     |
|                                        | Carmelino Crepaldi           | Carmelino Crepaldi   | Carmelino Crepaldi | 423     | 4,18    | Un'Altra Idea di Beinasco | 421   | 4,30  | –     |
| Totale                                 | Totale                       | 7 261                | 100                | 10 123  | 100     |                           | 9 786 | 100   | 16    |
|                                        |                              |                      |                    |         |         |                           |       |       |       |
| Fonte: Ministero dell'interno          |                              |                      |                    |         |         |                           |       |       |       |

### Chieri
| Candidati                              | Candidati                       | II turno             | II turno      | I turno | I turno | Liste                     | Voti   | %     | Seggi |
| Candidati                              | Candidati                       | Voti                 | %             | Voti    | %       | Liste                     | Voti   | %     | Seggi |
| -------------------------------------- | ------------------------------- | -------------------- | ------------- | ------- | ------- | ------------------------- | ------ | ----- | ----- |
|                                        | Alessandro Sicchiero ✔️ Sindaco | 7 775                | 59,41         | 5 764   | 29,97   | Partito Democratico       | 4 264  | 23,48 | 12    |
| Sicchiero per Chieri Sì                | Alessandro Sicchiero ✔️ Sindaco | 7 775                | 59,41         | 5 764   | 29,97   | 855                       | 4,71   | 2     |       |
| Chieri Ecosolidale                     | Alessandro Sicchiero ✔️ Sindaco | 7 775                | 59,41         | 5 764   | 29,97   | 363                       | 2,00   | 1     |       |
|                                        | Claudio Campagnolo              | 5 312                | 40,59         | 4 997   | 25,98   | Lega                      | 2 706  | 14,90 | 2     |
| Ceto Medio Produttivo                  | Claudio Campagnolo              | 5 312                | 40,59         | 4 997   | 25,98   | 1 215                     | 6,69   | 1     |       |
| Fratelli d'Italia - Alleanza Nazionale | Claudio Campagnolo              | 5 312                | 40,59         | 4 997   | 25,98   | 662                       | 3,65   | –     |       |
| Chierinnova                            | Claudio Campagnolo              | 5 312                | 40,59         | 4 997   | 25,98   | 313                       | 1,72   | –     |       |
| Seggio di coalizione                   | Seggio di coalizione            | Seggio di coalizione | 40,59         | 4 997   | 25,98   | 1                         |        |       |       |
|                                        | Rachele Sacco                   | Rachele Sacco        | Rachele Sacco | 2 962   | 15,40   | Forza Italia (A)          | 1 523  | 8,39  | 1     |
| Progetto per Chieri - L'Ospedale       | Rachele Sacco                   | Rachele Sacco        | Rachele Sacco | 2 962   | 15,40   | 747                       | 4,11   | –     |       |
| Lista Toaldo                           | Rachele Sacco                   | Rachele Sacco        | Rachele Sacco | 2 962   | 15,40   | 223                       | 1,23   | –     |       |
| Pensionati                             | Rachele Sacco                   | Rachele Sacco        | Rachele Sacco | 2 962   | 15,40   | 136                       | 0,75   | –     |       |
| Cristiani Democratici                  | Rachele Sacco                   | Rachele Sacco        | Rachele Sacco | 2 962   | 15,40   | 89                        | 0,49   | –     |       |
| Seggio di coalizione                   | Seggio di coalizione            | Seggio di coalizione | Rachele Sacco | 2 962   | 15,40   | 1                         |        |       |       |
|                                        | Antonio Zullo                   | Antonio Zullo        | Antonio Zullo | 2 628   | 13,66   | Lista Zullo X Chieri      | 1 955  | 10,77 | 1     |
| Moderati                               | Antonio Zullo                   | Antonio Zullo        | Antonio Zullo | 2 628   | 13,66   | 286                       | 1,58   | –     |       |
| Unione di Centro                       | Antonio Zullo                   | Antonio Zullo        | Antonio Zullo | 2 628   | 13,66   | 207                       | 1,14   | –     |       |
| Seggio di coalizione                   | Seggio di coalizione            | Seggio di coalizione | Antonio Zullo | 2 628   | 13,66   | 1                         |        |       |       |
|                                        | Andrea Limone                   | Andrea Limone        | Andrea Limone | 2 596   | 13,50   | Chieri per Limone Sindaco | 1 077  | 5,93  | –     |
| Chieri in Movimento                    | Andrea Limone                   | Andrea Limone        | Andrea Limone | 2 596   | 13,50   | 643                       | 3,54   | –     |       |
| Chieri c'è                             | Andrea Limone                   | Andrea Limone        | Andrea Limone | 2 596   | 13,50   | 626                       | 3,45   | –     |       |
| Seggio di coalizione                   | Seggio di coalizione            | Seggio di coalizione | Andrea Limone | 2 596   | 13,50   | 1                         |        |       |       |
| Totale                                 | Totale                          | 13 087               | 100           | 19 234  | 100     |                           | 18 158 | 100   | 24    |
|                                        |                                 |                      |               |         |         |                           |        |       |       |
| Fonte: Ministero dell'interno          |                                 |                      |               |         |         |                           |        |       |       |

### Collegno
|                                        | Francesco Casciano ✔️ Sindaco | 14 393               | 52,75 | Partito Democratico | 10 802 | 40,51 | 14 |  |  |
| Collegno Bene Comune                   | Francesco Casciano ✔️ Sindaco | 14 393               | 52,75 | 1 458               | 5,47   | 1     |    |  |  |
| Moderati                               | Francesco Casciano ✔️ Sindaco | 14 393               | 52,75 | 699                 | 2,62   | –     |    |  |  |
| +Europa                                | Francesco Casciano ✔️ Sindaco | 14 393               | 52,75 | 444                 | 1,66   | –     |    |  |  |
| Italia in Comune                       | Francesco Casciano ✔️ Sindaco | 14 393               | 52,75 | 308                 | 1,15   | –     |    |  |  |
| Collegno a Colori                      | Francesco Casciano ✔️ Sindaco | 14 393               | 52,75 | 276                 | 1,03   | –     |    |  |  |
|                                        | Fabrizio Bardella             | 7 441                | 27,27 | Lega                | 5 435  | 20,38 | 5  |  |  |
| Forza Italia                           | Fabrizio Bardella             | 7 441                | 27,27 | 896                 | 3,36   | –     |    |  |  |
| Fratelli d'Italia - Alleanza Nazionale | Fabrizio Bardella             | 7 441                | 27,27 | 876                 | 3,28   | –     |    |  |  |
| Il Popolo della Famiglia               | Fabrizio Bardella             | 7 441                | 27,27 | 129                 | 0,48   | –     |    |  |  |
| Seggio di coalizione                   | Seggio di coalizione          | Seggio di coalizione | 27,27 | 1                   |        |       |    |  |  |
|                                        | Angelo Anedda                 | 3 646                | 13,36 | Movimento 5 Stelle  | 3 636  | 13,63 | 1  |  |  |
| Seggio di coalizione                   | Seggio di coalizione          | Seggio di coalizione | 13,36 | 1                   |        |       |    |  |  |
|                                        | Andrea Di Filippo             | 1 806                | 6,62  | Collegno Insieme    | 890    | 3,34  | –  |  |  |
| Collegno Futura                        | Andrea Di Filippo             | 1 806                | 6,62  | 422                 | 1,58   | –     |    |  |  |
| Progetto Collegno                      | Andrea Di Filippo             | 1 806                | 6,62  | 396                 | 1,48   | –     |    |  |  |
| Seggio di coalizione                   | Seggio di coalizione          | Seggio di coalizione | 6,62  | 1                   |        |       |    |  |  |
| Totale                                 | Totale                        | 27 286               | 100   |                     | 26 667 | 100   | 24 |  |  |
|                                        |                               |                      |       |                     |        |       |    |  |  |
| Fonte: Ministero dell'interno          |                               |                      |       |                     |        |       |    |  |  |

### Giaveno
| Candidati                      | Candidati                | II turno             | II turno            | I turno | I turno | Liste                               | Voti  | %     | Seggi |
| Candidati                      | Candidati                | Voti                 | %                   | Voti    | %       | Liste                               | Voti  | %     | Seggi |
| ------------------------------ | ------------------------ | -------------------- | ------------------- | ------- | ------- | ----------------------------------- | ----- | ----- | ----- |
|                                | Carlo Giacone ✔️ Sindaco | 4 559                | 58,38               | 4 021   | 42,30   | Giacone Sindaco                     | 3 175 | 34,81 | 9     |
| Insieme per Giaveno            | Carlo Giacone ✔️ Sindaco | 4 559                | 58,38               | 4 021   | 42,30   | 526                                 | 5,77  | 1     |       |
| Città per la Famiglia          | Carlo Giacone ✔️ Sindaco | 4 559                | 58,38               | 4 021   | 42,30   | 163                                 | 1,79  | –     |       |
|                                | Stefano Tizzani          | 3 250                | 41,62               | 3 059   | 32,18   | Stefano Tizzani Sindaco per Giaveno | 1 363 | 14,95 | 2     |
| Forza Italia - Daniela Ruffino | Stefano Tizzani          | 3 250                | 41,62               | 3 059   | 32,18   | 966                                 | 10,59 | 1     |       |
| Unione di Centro               | Stefano Tizzani          | 3 250                | 41,62               | 3 059   | 32,18   | 239                                 | 2,62  | –     |       |
| Giaveno Giovani                | Stefano Tizzani          | 3 250                | 41,62               | 3 059   | 32,18   | 154                                 | 1,69  | –     |       |
| CambiAmo Giaveno               | Stefano Tizzani          | 3 250                | 41,62               | 3 059   | 32,18   | 105                                 | 1,15  | –     |       |
| Seggio di coalizione           | Seggio di coalizione     | Seggio di coalizione | 41,62               | 3 059   | 32,18   | 1                                   |       |       |       |
|                                | Antonella Grossi         | Antonella Grossi     | Antonella Grossi    | 1 218   | 12,81   | Lega                                | 969   | 10,63 | –     |
| Insieme si Può...              | Antonella Grossi         | Antonella Grossi     | Antonella Grossi    | 1 218   | 12,81   | 225                                 | 2,47  | –     |       |
| Seggio di coalizione           | Seggio di coalizione     | Seggio di coalizione | Antonella Grossi    | 1 218   | 12,81   | 1                                   |       |       |       |
|                                | Marzia Marini            | Marzia Marini        | Marzia Marini       | 684     | 7,20    | Partito Democratico                 | 601   | 6,59  | –     |
| Nonni & Nipoti                 | Marzia Marini            | Marzia Marini        | Marzia Marini       | 684     | 7,20    | 77                                  | 0,84  | –     |       |
| Seggio di coalizione           | Seggio di coalizione     | Seggio di coalizione | Marzia Marini       | 684     | 7,20    | 1                                   |       |       |       |
|                                | Gianpaolo Marangoni      | Gianpaolo Marangoni  | Gianpaolo Marangoni | 523     | 5,50    | Movimento 5 Stelle                  | 521   | 5,71  | –     |
| Totale                         | Totale                   | 7 809                | 100                 | 9 505   | 100     |                                     | 9 120 | 100   | 16    |
|                                |                          |                      |                     |         |         |                                     |       |       |       |
| Fonte: Ministero dell'interno  |                          |                      |                     |         |         |                                     |       |       |       |

### Leini
| Candidati                              | Candidati                  | II turno             | II turno             | I turno | I turno | Liste                     | Voti  | %     | Seggi |
| Candidati                              | Candidati                  | Voti                 | %                    | Voti    | %       | Liste                     | Voti  | %     | Seggi |
| -------------------------------------- | -------------------------- | -------------------- | -------------------- | ------- | ------- | ------------------------- | ----- | ----- | ----- |
|                                        | Renato Pittalis ✔️ Sindaco | 3 652                | 54,95                | 2 148   | 24,43   | Cambia Leinì con Noi      | 1 269 | 15,80 | 7     |
| Leinì Bene Comune                      | Renato Pittalis ✔️ Sindaco | 3 652                | 54,95                | 2 148   | 24,43   | 676                       | 8,42  | 3     |       |
|                                        | Gabriella Leone            | 2 994                | 45,05                | 2 749   | 31,26   | Leinì con Gabriella Leone | 1 271 | 15,83 | 1     |
| Uniti a Leinì                          | Gabriella Leone            | 2 994                | 45,05                | 2 749   | 31,26   | 653                       | 8,13  | 1     |       |
| Leinì Democratica                      | Gabriella Leone            | 2 994                | 45,05                | 2 749   | 31,26   | 515                       | 6,41  | –     |       |
| Seggio di coalizione                   | Seggio di coalizione       | Seggio di coalizione | 45,05                | 2 749   | 31,26   | 1                         |       |       |       |
|                                        | Francesco Faccilongo       | Francesco Faccilongo | Francesco Faccilongo | 1 650   | 18,76   | Progetto Leinì            | 1 233 | 15,35 | 1     |
| Lista per Leinì                        | Francesco Faccilongo       | Francesco Faccilongo | Francesco Faccilongo | 1 650   | 18,76   | 308                       | 3,84  | –     |       |
| Seggio di coalizione                   | Seggio di coalizione       | Seggio di coalizione | Francesco Faccilongo | 1 650   | 18,76   | 1                         |       |       |       |
|                                        | Andrea Rossin              | Andrea Rossin        | Andrea Rossin        | 1 520   | 17,28   | Lega                      | 960   | 11,96 | –     |
| Fratelli d'Italia - Alleanza Nazionale | Andrea Rossin              | Andrea Rossin        | Andrea Rossin        | 1 520   | 17,28   | 230                       | 2,86  | –     |       |
| Forza Italia                           | Andrea Rossin              | Andrea Rossin        | Andrea Rossin        | 1 520   | 17,28   | 203                       | 2,53  | –     |       |
| Seggio di coalizione                   | Seggio di coalizione       | Seggio di coalizione | Andrea Rossin        | 1 520   | 17,28   | 1                         |       |       |       |
|                                        | Andrea Napoletano          | Andrea Napoletano    | Andrea Napoletano    | 727     | 8,27    | Movimento 5 Stelle        | 712   | 8,87  | –     |
| Totale                                 | Totale                     | 6 646                | 100                  | 8 794   | 100     |                           | 8 030 | 100   | 16    |
|                                        |                            |                      |                      |         |         |                           |       |       |       |
| Fonte: Ministero dell'interno          |                            |                      |                      |         |         |                           |       |       |       |

### Piossasco
| Candidati                              | Candidati                    | II turno             | II turno            | I turno | I turno | Liste                            | Voti  | %     | Seggi |
| Candidati                              | Candidati                    | Voti                 | %                   | Voti    | %       | Liste                            | Voti  | %     | Seggi |
| -------------------------------------- | ---------------------------- | -------------------- | ------------------- | ------- | ------- | -------------------------------- | ----- | ----- | ----- |
|                                        | Pasquale Giuliano ✔️ Sindaco | 3 778                | 51,55               | 4 313   | 44,58   | Partito Democratico              | 2 643 | 27,94 | 7     |
| Sinistra Indipendente                  | Pasquale Giuliano ✔️ Sindaco | 3 778                | 51,55               | 4 313   | 44,58   | 522                              | 5,52  | 1     |       |
| Insieme è Possibile                    | Pasquale Giuliano ✔️ Sindaco | 3 778                | 51,55               | 4 313   | 44,58   | 427                              | 4,51  | 1     |       |
| Piossasco in Comune                    | Pasquale Giuliano ✔️ Sindaco | 3 778                | 51,55               | 4 313   | 44,58   | 367                              | 3,88  | 1     |       |
| Contaminazione Civica                  | Pasquale Giuliano ✔️ Sindaco | 3 778                | 51,55               | 4 313   | 44,58   | 243                              | 2,57  | –     |       |
|                                        | Claudio Gamba                | 3 551                | 48,45               | 4 131   | 42,70   | Lega                             | 2 282 | 24,12 | 3     |
| Forza Italia                           | Claudio Gamba                | 3 551                | 48,45               | 4 131   | 42,70   | 866                              | 9,15  | 1     |       |
| Fratelli d'Italia - Alleanza Nazionale | Claudio Gamba                | 3 551                | 48,45               | 4 131   | 42,70   | 549                              | 5,80  | –     |       |
| Cambiamo Piossasco                     | Claudio Gamba                | 3 551                | 48,45               | 4 131   | 42,70   | 348                              | 3,68  | –     |       |
| Seggio di coalizione                   | Seggio di coalizione         | Seggio di coalizione | 48,45               | 4 131   | 42,70   | 1                                |       |       |       |
|                                        | Francesco Colucci            | Francesco Colucci    | Francesco Colucci   | 859     | 8,88    | Piossasco in Movimento           | 846   | 8,94  | –     |
| Seggio di coalizione                   | Seggio di coalizione         | Seggio di coalizione | Francesco Colucci   | 859     | 8,88    | 1                                |       |       |       |
|                                        | Paolo Malaspina              | Paolo Malaspina      | Paolo Malaspina     | 233     | 2,41    | Sinistra per Piossasco (PRC-PCI) | 234   | 2,47  | –     |
|                                        | Salvatore Cammarata          | Salvatore Cammarata  | Salvatore Cammarata | 139     | 1,44    | Articolo Uno                     | 133   | 1,41  | –     |
| Totale                                 | Totale                       | 7 329                | 100                 | 9 675   | 100     |                                  | 9 460 | 100   | 16    |
|                                        |                              |                      |                     |         |         |                                  |       |       |       |
| Fonte: Ministero dell'interno          |                              |                      |                     |         |         |                                  |       |       |       |

### Rivoli
| Candidati                              | Candidati                   | II turno             | II turno            | I turno | I turno | Liste                     | Voti   | %     | Seggi |
| Candidati                              | Candidati                   | Voti                 | %                   | Voti    | %       | Liste                     | Voti   | %     | Seggi |
| -------------------------------------- | --------------------------- | -------------------- | ------------------- | ------- | ------- | ------------------------- | ------ | ----- | ----- |
|                                        | Andrea Tragaioli ✔️ Sindaco | 9 637                | 50,42               | 10 729  | 39,97   | Lega                      | 5 812  | 22,20 | 9     |
| Forza Italia                           | Andrea Tragaioli ✔️ Sindaco | 9 637                | 50,42               | 10 729  | 39,97   | 1 984                     | 7,58   | 3     |       |
| Rivoli nel Cuore                       | Andrea Tragaioli ✔️ Sindaco | 9 637                | 50,42               | 10 729  | 39,97   | 1 185                     | 4,53   | 2     |       |
| Fratelli d'Italia - Alleanza Nazionale | Andrea Tragaioli ✔️ Sindaco | 9 637                | 50,42               | 10 729  | 39,97   | 1 010                     | 3,86   | 1     |       |
| Democrazia Cristiana                   | Andrea Tragaioli ✔️ Sindaco | 9 637                | 50,42               | 10 729  | 39,97   | 358                       | 1,37   | –     |       |
|                                        | Emanuele Bugnone            | 9 477                | 49,58               | 9 424   | 35,11   | Partito Democratico       | 7 420  | 28,34 | 5     |
| +Europa                                | Emanuele Bugnone            | 9 477                | 49,58               | 9 424   | 35,11   | 817                       | 3,12   | –     |       |
| Bugnone per la Rivoli del Sì           | Emanuele Bugnone            | 9 477                | 49,58               | 9 424   | 35,11   | 530                       | 2,02   | –     |       |
| Moderati                               | Emanuele Bugnone            | 9 477                | 49,58               | 9 424   | 35,11   | 436                       | 1,67   | –     |       |
| Seggio di coalizione                   | Seggio di coalizione        | Seggio di coalizione | 49,58               | 9 424   | 35,11   | 1                         |        |       |       |
|                                        | Stefano Torrese             | Stefano Torrese      | Stefano Torrese     | 4 345   | 16,19   | Movimento 5 Stelle        | 4 287  | 16,37 | 2     |
| Seggio di coalizione                   | Seggio di coalizione        | Seggio di coalizione | Stefano Torrese     | 4 345   | 16,19   | 1                         |        |       |       |
|                                        | Giovanna Massaro            | Giovanna Massaro     | Giovanna Massaro    | 1 259   | 4,69    | Dalla Parte dei Cittadini | 1 250  | 4,77  | –     |
|                                        | Loredana Trinchieri         | Loredana Trinchieri  | Loredana Trinchieri | 573     | 2,13    | Rivoli Città Attiva       | 576    | 2,20  | –     |
|                                        | Roberto Placido             | Roberto Placido      | Roberto Placido     | 513     | 1,91    | Sinistra Popolare         | 520    | 1,99  | –     |
| Totale                                 | Totale                      | 19 114               | 100                 | 26 843  | 100     |                           | 26 185 | 100   | 24    |
|                                        |                             |                      |                     |         |         |                           |        |       |       |
| Fonte: Ministero dell'interno          |                             |                      |                     |         |         |                           |        |       |       |

### Settimo Torinese
| Candidati                              | Candidati                | II turno             | II turno         | I turno | I turno | Liste               | Voti   | %     | Seggi |
| Candidati                              | Candidati                | Voti                 | %                | Voti    | %       | Liste               | Voti   | %     | Seggi |
| -------------------------------------- | ------------------------ | -------------------- | ---------------- | ------- | ------- | ------------------- | ------ | ----- | ----- |
|                                        | Elena Piastra ✔️ Sindaco | 11 251               | 64,61            | 11 671  | 45,53   | Partito Democratico | 4 920  | 19,71 | 7     |
| Piastra Sindaca                        | Elena Piastra ✔️ Sindaco | 11 251               | 64,61            | 11 671  | 45,53   | 3 366               | 13,48  | 5     |       |
| Settimo al Centro                      | Elena Piastra ✔️ Sindaco | 11 251               | 64,61            | 11 671  | 45,53   | 1 046               | 4,19   | 1     |       |
| Settimo Futura                         | Elena Piastra ✔️ Sindaco | 11 251               | 64,61            | 11 671  | 45,53   | 982                 | 3,93   | 1     |       |
| +Europa                                | Elena Piastra ✔️ Sindaco | 11 251               | 64,61            | 11 671  | 45,53   | 715                 | 2,86   | 1     |       |
| Federazione dei Verdi                  | Elena Piastra ✔️ Sindaco | 11 251               | 64,61            | 11 671  | 45,53   | 251                 | 1,01   | –     |       |
|                                        | Antonio Mencobello       | 6 164                | 35,39            | 6 772   | 26,42   | Lega                | 5 288  | 21,18 | 3     |
| Forza Italia                           | Antonio Mencobello       | 6 164                | 35,39            | 6 772   | 26,42   | 798                 | 3,20   | –     |       |
| Fratelli d'Italia - Alleanza Nazionale | Antonio Mencobello       | 6 164                | 35,39            | 6 772   | 26,42   | 592                 | 2,37   | –     |       |
| Seggio di coalizione                   | Seggio di coalizione     | Seggio di coalizione | 35,39            | 6 772   | 26,42   | 1                   |        |       |       |
|                                        | Massimo Del Vago         | Massimo Del Vago     | Massimo Del Vago | 4 166   | 16,25   | Movimento 5 Stelle  | 4 084  | 16,36 | 2     |
| Seggio di coalizione                   | Seggio di coalizione     | Seggio di coalizione | Massimo Del Vago | 4 166   | 16,25   | 1                   |        |       |       |
|                                        | Fabrizio Puppo           | Fabrizio Puppo       | Fabrizio Puppo   | 3 024   | 11,80   | Insieme per Settimo | 1 474  | 5,90  | 1     |
| Sinistra Civica                        | Fabrizio Puppo           | Fabrizio Puppo       | Fabrizio Puppo   | 3 024   | 11,80   | 822                 | 3,29   | –     |       |
| Settimo in Comune                      | Fabrizio Puppo           | Fabrizio Puppo       | Fabrizio Puppo   | 3 024   | 11,80   | 630                 | 2,52   | –     |       |
| Seggio di coalizione                   | Seggio di coalizione     | Seggio di coalizione | Fabrizio Puppo   | 3 024   | 11,80   | 1                   |        |       |       |
| Totale                                 | Totale                   | 17 415               | 100              | 25 633  | 100     |                     | 24 968 | 100   | 24    |
|                                        |                          |                      |                  |         |         |                     |        |       |       |
| Fonte: Ministero dell'interno          |                          |                      |                  |         |         |                     |        |       |       |

## Alessandria

### Casale Monferrato
|                                        | Federico Riboldi ✔️ Sindaco | 10 318               | 58,94 | Lega                        | 4 034  | 23,73 | 6  |  |  |
| Fratelli d'Italia - Alleanza Nazionale | Federico Riboldi ✔️ Sindaco | 10 318               | 58,94 | 2 350                       | 13,82  | 4     |    |  |  |
| Forza Italia                           | Federico Riboldi ✔️ Sindaco | 10 318               | 58,94 | 2 262                       | 13,30  | 3     |    |  |  |
| Uniti per Ascoltare                    | Federico Riboldi ✔️ Sindaco | 10 318               | 58,94 | 1 332                       | 7,83   | 2     |    |  |  |
|                                        | Luca Gioanola               | 3 924                | 22,42 | Partito Democratico         | 2 658  | 15,63 | 5  |  |  |
| Casale Insieme                         | Luca Gioanola               | 3 924                | 22,42 | 517                         | 3,04   | –     |    |  |  |
| Progressisti per Casale                | Luca Gioanola               | 3 924                | 22,42 | 415                         | 2,44   | –     |    |  |  |
| Casale Futura                          | Luca Gioanola               | 3 924                | 22,42 | 264                         | 1,55   | –     |    |  |  |
| Seggio di coalizione                   | Seggio di coalizione        | Seggio di coalizione | 22,42 | 1                           |        |       |    |  |  |
|                                        | Giorgio Demezzi             | 1 938                | 11,07 | Ritrovare Casale            | 1 873  | 11,02 | 2  |  |  |
| Seggio di coalizione                   | Seggio di coalizione        | Seggio di coalizione | 11,07 | 1                           |        |       |    |  |  |
|                                        | Giovanni Zaffiro            | 515                  | 2,94  | Casale Bene Comune          | 504    | 2,96  | –  |  |  |
|                                        | Marco Rossi                 | 423                  | 2,42  | Casale Cuore del Monferrato | 418    | 2,46  | –  |  |  |
|                                        | Alberto Costanzo            | 388                  | 2,22  | CasaPound                   | 249    | 1,46  | –  |  |  |
| Nuova Voce Civica                      | Alberto Costanzo            | 388                  | 2,22  | 126                         | 0,74   | –     |    |  |  |
| Totale                                 | Totale                      | 17 506               | 100   |                             | 17 002 | 100   | 24 |  |  |
|                                        |                             |                      |       |                             |        |       |    |  |  |
| Fonte: Ministero dell'interno          |                             |                      |       |                             |        |       |    |  |  |

### Novi Ligure
| Candidati                      | Candidati                     | II turno             | II turno    | I turno | I turno | Liste                              | Voti   | %     | Seggi |
| Candidati                      | Candidati                     | Voti                 | %           | Voti    | %       | Liste                              | Voti   | %     | Seggi |
| ------------------------------ | ----------------------------- | -------------------- | ----------- | ------- | ------- | ---------------------------------- | ------ | ----- | ----- |
|                                | Gian Paolo Cabella ✔️ Sindaco | 6 118                | 51,22       | 6 283   | 43,97   | Lega                               | 4 256  | 30,32 | 8     |
| Forza Italia                   | Gian Paolo Cabella ✔️ Sindaco | 6 118                | 51,22       | 6 283   | 43,97   | 1 284                              | 9,15   | 2     |       |
| Fratelli d'Italia - Siamo Novi | Gian Paolo Cabella ✔️ Sindaco | 6 118                | 51,22       | 6 283   | 43,97   | 505                                | 3,60   | –     |       |
| Avanti Novi                    | Gian Paolo Cabella ✔️ Sindaco | 6 118                | 51,22       | 6 283   | 43,97   | 167                                | 1,19   | –     |       |
|                                | Rocchino Muliere              | 5 826                | 48,78       | 5 888   | 41,21   | Partito Democratico - Articolo Uno | 3 824  | 27,25 | 3     |
| Rocchino Sindaco               | Rocchino Muliere              | 5 826                | 48,78       | 5 888   | 41,21   | 1 003                              | 7,15   | 1     |       |
| 20 per Novi                    | Rocchino Muliere              | 5 826                | 48,78       | 5 888   | 41,21   | 717                                | 5,11   | –     |       |
| Volt                           | Rocchino Muliere              | 5 826                | 48,78       | 5 888   | 41,21   | 201                                | 1,43   | –     |       |
| Seggio di coalizione           | Seggio di coalizione          | Seggio di coalizione | 48,78       | 5 888   | 41,21   | 1                                  |        |       |       |
|                                | Lucia Zippo                   | Lucia Zippo          | Lucia Zippo | 2 118   | 14,82   | Movimento 5 Stelle                 | 2 078  | 14,81 | –     |
| Seggio di coalizione           | Seggio di coalizione          | Seggio di coalizione | Lucia Zippo | 2 118   | 14,82   | 1                                  |        |       |       |
| Totale                         | Totale                        | 11 944               | 100         | 14 289  | 100     |                                    | 14 035 | 100   | 16    |
|                                |                               |                      |             |         |         |                                    |        |       |       |
| Fonte: Ministero dell'interno  |                               |                      |             |         |         |                                    |        |       |       |

### Tortona
|                                        | Federico Chiodi ✔️ Sindaco | 7 895                | 57,02 | Lega                | 4 298  | 31,94 | 7  |  |  |
| Forza Italia                           | Federico Chiodi ✔️ Sindaco | 7 895                | 57,02 | 1 643               | 12,21  | 2     |    |  |  |
| Fratelli d'Italia - Alleanza Nazionale | Federico Chiodi ✔️ Sindaco | 7 895                | 57,02 | 1 135               | 8,43   | 1     |    |  |  |
| Nuova Tortona                          | Federico Chiodi ✔️ Sindaco | 7 895                | 57,02 | 573                 | 4,26   | –     |    |  |  |
|                                        | Gianluca Bardone           | 4 742                | 34,25 | Partito Democratico | 1 760  | 13,08 | 2  |  |  |
| Bardone Sindaco Civica                 | Gianluca Bardone           | 4 742                | 34,25 | 1 241               | 9,22   | 1     |    |  |  |
| Progetto Tortona                       | Gianluca Bardone           | 4 742                | 34,25 | 738                 | 5,48   | 1     |    |  |  |
| Viva Tortona Viva                      | Gianluca Bardone           | 4 742                | 34,25 | 478                 | 3,55   | –     |    |  |  |
| Prima Tortona                          | Gianluca Bardone           | 4 742                | 34,25 | 397                 | 2,95   | –     |    |  |  |
| Seggio di coalizione                   | Seggio di coalizione       | Seggio di coalizione | 34,25 | 1                   |        |       |    |  |  |
|                                        | Gino Bartalena             | 990                  | 7,15  | Movimento 5 Stelle  | 978    | 7,27  | –  |  |  |
| Seggio di coalizione                   | Seggio di coalizione       | Seggio di coalizione | 7,15  | 1                   |        |       |    |  |  |
|                                        | Orazio Barabino            | 218                  | 1,57  | CasaPound           | 217    | 1,61  | –  |  |  |
| Totale                                 | Totale                     | 13 845               | 100   |                     | 13 458 | 100   | 16 |  |  |
|                                        |                            |                      |       |                     |        |       |    |  |  |
| Fonte: Ministero dell'interno          |                            |                      |       |                     |        |       |    |  |  |

## Biella

### Biella
| Candidati                     | Candidati                    | II turno             | II turno          | I turno | I turno | Liste                 | Voti   | %     | Seggi |
| Candidati                     | Candidati                    | Voti                 | %                 | Voti    | %       | Liste                 | Voti   | %     | Seggi |
| ----------------------------- | ---------------------------- | -------------------- | ----------------- | ------- | ------- | --------------------- | ------ | ----- | ----- |
|                               | Claudio Corradino ✔️ Sindaco | 8 982                | 50,98             | 9 317   | 39,95   | Lega                  | 4 495  | 20,04 | 11    |
| Corradino Sindaco             | Claudio Corradino ✔️ Sindaco | 8 982                | 50,98             | 9 317   | 39,95   | 1 625                 | 7,24   | 3     |       |
| Fratelli d'Italia             | Claudio Corradino ✔️ Sindaco | 8 982                | 50,98             | 9 317   | 39,95   | 1 508                 | 6,72   | 3     |       |
| Forza Italia                  | Claudio Corradino ✔️ Sindaco | 8 982                | 50,98             | 9 317   | 39,95   | 1 499                 | 6,68   | 3     |       |
|                               | Donato Gentile               | 8 636                | 49,02             | 6 429   | 27,57   | Lista Civica Biellese | 2 658  | 11,85 | 3     |
| Biella è Gentile              | Donato Gentile               | 8 636                | 49,02             | 6 429   | 27,57   | 1 758                 | 7,84   | 1     |       |
| Buongiorno Biella             | Donato Gentile               | 8 636                | 49,02             | 6 429   | 27,57   | 961                   | 4,28   | 1     |       |
| Uniti per Biella              | Donato Gentile               | 8 636                | 49,02             | 6 429   | 27,57   | 726                   | 3,24   | –     |       |
| Seggio di coalizione          | Seggio di coalizione         | Seggio di coalizione | 49,02             | 6 429   | 27,57   | 1                     |        |       |       |
|                               | Marco Cavicchioli            | Marco Cavicchioli    | Marco Cavicchioli | 5 009   | 21,48   | Partito Democratico   | 3 529  | 15,73 | 4     |
| +Grande +Biella               | Marco Cavicchioli            | Marco Cavicchioli    | Marco Cavicchioli | 5 009   | 21,48   | 601                   | 2,68   | –     |       |
| Voglio Sinistra               | Marco Cavicchioli            | Marco Cavicchioli    | Marco Cavicchioli | 5 009   | 21,48   | 360                   | 1,60   | –     |       |
| Patto per il Biellese         | Marco Cavicchioli            | Marco Cavicchioli    | Marco Cavicchioli | 5 009   | 21,48   | 349                   | 1,56   | –     |       |
| Seggio di coalizione          | Seggio di coalizione         | Seggio di coalizione | Marco Cavicchioli | 5 009   | 21,48   | 1                     |        |       |       |
|                               | Giovanni Rinaldi             | Giovanni Rinaldi     | Giovanni Rinaldi  | 2 021   | 8,67    | Movimento 5 Stelle    | 1 881  | 8,38  | –     |
| Seggio di coalizione          | Seggio di coalizione         | Seggio di coalizione | Giovanni Rinaldi  | 2 021   | 8,67    | 1                     |        |       |       |
|                               | Alessandro Pizzi             | Alessandro Pizzi     | Alessandro Pizzi  | 545     | 2,34    | Onda Verde Biella     | 484    | 2,16  | –     |
| Totale                        | Totale                       | 17 618               | 100               | 23 321  | 100     |                       | 22 434 | 100   | 32    |
|                               |                              |                      |                   |         |         |                       |        |       |       |
| Fonte: Ministero dell'interno |                              |                      |                   |         |         |                       |        |       |       |

1. ↑  Include candidati di Articolo Uno

## Cuneo

### Alba
|                                        | Carlo Bo ✔️ Sindaco  | 9 004                | 51,05 | Lega                | 2 311  | 13,75 | 5  |  |  |
| Alba Domani                            | Carlo Bo ✔️ Sindaco  | 9 004                | 51,05 | 2 088               | 12,42  | 4     |    |  |  |
| Forza Italia                           | Carlo Bo ✔️ Sindaco  | 9 004                | 51,05 | 1 346               | 8,01   | 2     |    |  |  |
| Cirio per Alba                         | Carlo Bo ✔️ Sindaco  | 9 004                | 51,05 | 1 253               | 7,45   | 2     |    |  |  |
| Fratelli d'Italia - Alleanza Nazionale | Carlo Bo ✔️ Sindaco  | 9 004                | 51,05 | 797                 | 4,74   | 1     |    |  |  |
| Carlotta Boffa                         | Carlo Bo ✔️ Sindaco  | 9 004                | 51,05 | 715                 | 4,25   | 1     |    |  |  |
|                                        | Olindo Cervella      | 7 239                | 41,04 | Partito Democratico | 3 811  | 22,67 | 5  |  |  |
| Impegno per Alba                       | Olindo Cervella      | 7 239                | 41,04 | 1 136               | 6,76   | 1     |    |  |  |
| Alba Città per Vivere                  | Olindo Cervella      | 7 239                | 41,04 | 1 101               | 6,55   | 1     |    |  |  |
| Con Cervella per Alba                  | Olindo Cervella      | 7 239                | 41,04 | 921                 | 5,48   | 1     |    |  |  |
| Seggio di coalizione                   | Seggio di coalizione | Seggio di coalizione | 41,04 | 1                   |        |       |    |  |  |
|                                        | Giorgio Degiorgis    | 747                  | 4,24  | Movimento 5 Stelle  | 734    | 4,37  | –  |  |  |
|                                        | Lorenzo Paglieri     | 647                  | 3,67  | Alba Bene Comune    | 596    | 3,55  | –  |  |  |
| Totale                                 | Totale               | 17 637               | 100   |                     | 16 809 | 100   | 24 |  |  |
|                                        |                      |                      |       |                     |        |       |    |  |  |
| Fonte: Ministero dell'interno          |                      |                      |       |                     |        |       |    |  |  |

### Bra
| Candidati                               | Candidati                    | II turno             | II turno           | I turno | I turno | Liste               | Voti   | %     | Seggi |
| Candidati                               | Candidati                    | Voti                 | %                  | Voti    | %       | Liste               | Voti   | %     | Seggi |
| --------------------------------------- | ---------------------------- | -------------------- | ------------------ | ------- | ------- | ------------------- | ------ | ----- | ----- |
|                                         | Giovanni Fogliato ✔️ Sindaco | 7 521                | 57,09              | 7 395   | 46,52   | Partito Democratico | 2 923  | 19,38 | 6     |
| Impegno per Bra                         | Giovanni Fogliato ✔️ Sindaco | 7 521                | 57,09              | 7 395   | 46,52   | 1 276               | 8,46   | 2     |       |
| Città per Vivere                        | Giovanni Fogliato ✔️ Sindaco | 7 521                | 57,09              | 7 395   | 46,52   | 856                 | 5,68   | 1     |       |
| Bra Bene Comune                         | Giovanni Fogliato ✔️ Sindaco | 7 521                | 57,09              | 7 395   | 46,52   | 722                 | 4,79   | 1     |       |
| Bra la Mia Città                        | Giovanni Fogliato ✔️ Sindaco | 7 521                | 57,09              | 7 395   | 46,52   | 465                 | 3,08   | –     |       |
| Bra è Viva                              | Giovanni Fogliato ✔️ Sindaco | 7 521                | 57,09              | 7 395   | 46,52   | 365                 | 2,42   | –     |       |
| Lista Monviso per Bra                   | Giovanni Fogliato ✔️ Sindaco | 7 521                | 57,09              | 7 395   | 46,52   | 355                 | 2,35   | –     |       |
|                                         | Annalisa Genta               | 5 652                | 42,91              | 5 053   | 31,79   | Lega                | 2 421  | 16,05 | 3     |
| Annalisa Genta Sindaco                  | Annalisa Genta               | 5 652                | 42,91              | 5 053   | 31,79   | 761                 | 5,05   | –     |       |
| Fratelli d'Italia - Alleanza Nazionale  | Annalisa Genta               | 5 652                | 42,91              | 5 053   | 31,79   | 694                 | 4,60   | –     |       |
| Forza Italia                            | Annalisa Genta               | 5 652                | 42,91              | 5 053   | 31,79   | 451                 | 2,99   | –     |       |
| Progetto 2019                           | Annalisa Genta               | 5 652                | 42,91              | 5 053   | 31,79   | 377                 | 2,50   | –     |       |
| Uniti per Bra                           | Annalisa Genta               | 5 652                | 42,91              | 5 053   | 31,79   | 209                 | 1,39   | –     |       |
| Seggio di coalizione                    | Seggio di coalizione         | Seggio di coalizione | 42,91              | 5 053   | 31,79   | 1                   |        |       |       |
|                                         | Sergio Panero                | Sergio Panero        | Sergio Panero      | 2 734   | 17,20   | Insieme per Panero  | 900    | 5,97  | –     |
| Bra Domani (A)                          | Sergio Panero                | Sergio Panero        | Sergio Panero      | 2 734   | 17,20   | 876                 | 5,81   | 1     |       |
| Prima Bra                               | Sergio Panero                | Sergio Panero        | Sergio Panero      | 2 734   | 17,20   | 482                 | 3,20   | –     |       |
| Voglio una Strada per il Nuovo Ospedale | Sergio Panero                | Sergio Panero        | Sergio Panero      | 2 734   | 17,20   | 128                 | 0,85   | –     |       |
| Bra Cambia                              | Sergio Panero                | Sergio Panero        | Sergio Panero      | 2 734   | 17,20   | 116                 | 0,77   | –     |       |
| Seggio di coalizione                    | Seggio di coalizione         | Seggio di coalizione | Sergio Panero      | 2 734   | 17,20   | 1                   |        |       |       |
|                                         | Giuseppina Giambra           | Giuseppina Giambra   | Giuseppina Giambra | 714     | 4,49    | Movimento 5 Stelle  | 705    | 4,67  | –     |
| Totale                                  | Totale                       | 13 173               | 100                | 15 896  | 100     |                     | 15 082 | 100   | 16    |
|                                         |                              |                      |                    |         |         |                     |        |       |       |
| Fonte: Ministero dell'interno           |                              |                      |                    |         |         |                     |        |       |       |

### Fossano
| Candidati                              | Candidati                | II turno             | II turno          | I turno | I turno | Liste               | Voti   | %     | Seggi |
| Candidati                              | Candidati                | Voti                 | %                 | Voti    | %       | Liste               | Voti   | %     | Seggi |
| -------------------------------------- | ------------------------ | -------------------- | ----------------- | ------- | ------- | ------------------- | ------ | ----- | ----- |
|                                        | Dario Tallone ✔️ Sindaco | 6 012                | 54,24             | 5 645   | 41,47   | Lega                | 3 835  | 30,03 | 8     |
| Forza Italia                           | Dario Tallone ✔️ Sindaco | 6 012                | 54,24             | 5 645   | 41,47   | 521                 | 4,08   | 1     |       |
| Dario Tallone Sindaco di Fossano       | Dario Tallone ✔️ Sindaco | 6 012                | 54,24             | 5 645   | 41,47   | 474                 | 3,71   | 1     |       |
| Fratelli d'Italia - Alleanza Nazionale | Dario Tallone ✔️ Sindaco | 6 012                | 54,24             | 5 645   | 41,47   | 307                 | 2,40   | –     |       |
| Stasera Sto a Fossano                  | Dario Tallone ✔️ Sindaco | 6 012                | 54,24             | 5 645   | 41,47   | 207                 | 1,62   | –     |       |
| Indipendenti di Centrodestra           | Dario Tallone ✔️ Sindaco | 6 012                | 54,24             | 5 645   | 41,47   | 161                 | 1,26   | –     |       |
|                                        | Paolo Cortese            | 5 073                | 45,76             | 4 278   | 31,43   | Partito Democratico | 1 945  | 15,23 | 2     |
| Fossano Cresce                         | Paolo Cortese            | 5 073                | 45,76             | 4 278   | 31,43   | 790                 | 6,19   | 1     |       |
| Insieme per Fossano                    | Paolo Cortese            | 5 073                | 45,76             | 4 278   | 31,43   | 783                 | 6,13   | –     |       |
| Fossano al Futuro                      | Paolo Cortese            | 5 073                | 45,76             | 4 278   | 31,43   | 532                 | 4,17   | –     |       |
| Seggio di coalizione                   | Seggio di coalizione     | Seggio di coalizione | 45,76             | 4 278   | 31,43   | 1                   |        |       |       |
|                                        | Cristina Ballario        | Cristina Ballario    | Cristina Ballario | 2 586   | 19,00   | Cento Lampadine     | 966    | 7,56  | 1     |
| Convivendo                             | Cristina Ballario        | Cristina Ballario    | Cristina Ballario | 2 586   | 19,00   | 758                 | 5,94   | –     |       |
| Concreta Mente                         | Cristina Ballario        | Cristina Ballario    | Cristina Ballario | 2 586   | 19,00   | 505                 | 3,95   | –     |       |
| Seggio di coalizione                   | Seggio di coalizione     | Seggio di coalizione | Cristina Ballario | 2 586   | 19,00   | 1                   |        |       |       |
|                                        | Ilaria Riccardi          | Ilaria Riccardi      | Ilaria Riccardi   | 1 103   | 8,10    | Movimento 5 Stelle  | 986    | 7,72  | –     |
| Totale                                 | Totale                   | 11 085               | 100               | 13 612  | 100     |                     | 12 770 | 100   | 16    |
|                                        |                          |                      |                   |         |         |                     |        |       |       |
| Fonte: Ministero dell'interno          |                          |                      |                   |         |         |                     |        |       |       |

### Saluzzo
|                                        | Mauro Calderoni ✔️ Sindaco | 5 099                | 54,35 | Una Città da Amare | 1 118 | 12,72 | 3  |  |  |
| Uniti per Saluzzo                      | Mauro Calderoni ✔️ Sindaco | 5 099                | 54,35 | 1 019              | 11,59 | 2     |    |  |  |
| Sinistra Saluzzese                     | Mauro Calderoni ✔️ Sindaco | 5 099                | 54,35 | 796                | 9,05  | 2     |    |  |  |
| Città Democratica                      | Mauro Calderoni ✔️ Sindaco | 5 099                | 54,35 | 690                | 7,85  | 1     |    |  |  |
| Polo Civico                            | Mauro Calderoni ✔️ Sindaco | 5 099                | 54,35 | 670                | 7,62  | 1     |    |  |  |
| Moderati                               | Mauro Calderoni ✔️ Sindaco | 5 099                | 54,35 | 383                | 4,36  | 1     |    |  |  |
|                                        | Alessandra Piano           | 3 798                | 40,49 | Lega               | 1 856 | 21,11 | 3  |  |  |
| Forza Italia                           | Alessandra Piano           | 3 798                | 40,49 | 675                | 7,68  | 1     |    |  |  |
| SiAmo Saluzzo                          | Alessandra Piano           | 3 798                | 40,49 | 507                | 5,77  | 1     |    |  |  |
| Fratelli d'Italia - Alleanza Nazionale | Alessandra Piano           | 3 798                | 40,49 | 436                | 4,96  | –     |    |  |  |
| Progetto Saluzzo                       | Alessandra Piano           | 3 798                | 40,49 | 211                | 2,40  | –     |    |  |  |
| Seggio di coalizione                   | Seggio di coalizione       | Seggio di coalizione | 40,49 | 1                  |       |       |    |  |  |
|                                        | Piercarlo Manfredi         | 484                  | 5,16  | Movimento 5 Stelle | 431   | 4,90  | –  |  |  |
| Totale                                 | Totale                     | 9 381                | 100   |                    | 8 792 | 100   | 16 |  |  |
|                                        |                            |                      |       |                    |       |       |    |  |  |
| Fonte: Ministero dell'interno          |                            |                      |       |                    |       |       |    |  |  |

## Novara

### Galliate
| Candidati                              | Candidati                      | II turno             | II turno      | I turno | I turno | Liste               | Voti  | %     | Seggi |
| Candidati                              | Candidati                      | Voti                 | %             | Voti    | %       | Liste               | Voti  | %     | Seggi |
| -------------------------------------- | ------------------------------ | -------------------- | ------------- | ------- | ------- | ------------------- | ----- | ----- | ----- |
|                                        | Claudiano di Caprio ✔️ Sindaco | 3 266                | 51,28         | 3 902   | 47,49   | Lega                | 2 823 | 35,59 | 9     |
| Forza Italia                           | Claudiano di Caprio ✔️ Sindaco | 3 266                | 51,28         | 3 902   | 47,49   | 467                 | 5,89  | 1     |       |
| Fratelli d'Italia - Alleanza Nazionale | Claudiano di Caprio ✔️ Sindaco | 3 266                | 51,28         | 3 902   | 47,49   | 265                 | 3,34  | –     |       |
| Motore Civico                          | Claudiano di Caprio ✔️ Sindaco | 3 266                | 51,28         | 3 902   | 47,49   | 171                 | 2,16  | –     |       |
| Cambiamo Insieme                       | Claudiano di Caprio ✔️ Sindaco | 3 266                | 51,28         | 3 902   | 47,49   | 126                 | 1,59  | –     |       |
|                                        | Emanuele Zuin                  | 3 103                | 48,72         | 2 373   | 28,88   | Partito Democratico | 1 354 | 17,07 | 2     |
| #Galliateforfuture                     | Emanuele Zuin                  | 3 103                | 48,72         | 2 373   | 28,88   | 611                 | 7,70  | 1     |       |
| Progetto Comune                        | Emanuele Zuin                  | 3 103                | 48,72         | 2 373   | 28,88   | 302                 | 3,81  | –     |       |
| Seggio di coalizione                   | Seggio di coalizione           | Seggio di coalizione | 48,72         | 2 373   | 28,88   | 1                   |       |       |       |
|                                        | Flora Ugazio                   | Flora Ugazio         | Flora Ugazio  | 1 524   | 18,55   | Flora Sindaco (A)   | 972   | 12,25 | 1     |
| Prima Galliate (B)                     | Flora Ugazio                   | Flora Ugazio         | Flora Ugazio  | 1 524   | 18,55   | 310                 | 3,91  | –     |       |
| Dalla Parte delle Donne (C)            | Flora Ugazio                   | Flora Ugazio         | Flora Ugazio  | 1 524   | 18,55   | 323                 | 4,07  | –     |       |
| Seggio di coalizione                   | Seggio di coalizione           | Seggio di coalizione | Flora Ugazio  | 1 524   | 18,55   | 1                   |       |       |       |
|                                        | Cosimo Bifano                  | Cosimo Bifano        | Cosimo Bifano | 417     | 5,08    | Galliate Condivisa  | 409   | 5,16  | –     |
| Totale                                 | Totale                         | 6 369                | 100           | 8 216   | 100     |                     | 7 933 | 100   | 16    |
|                                        |                                |                      |               |         |         |                     |       |       |       |
| Fonte: Ministero dell'interno          |                                |                      |               |         |         |                     |       |       |       |

## Verbano-Cusio-Ossola

### Verbania
| Candidati                     | Candidati                     | II turno              | II turno              | I turno | I turno | Liste                  | Voti   | %     | Seggi |
| Candidati                     | Candidati                     | Voti                  | %                     | Voti    | %       | Liste                  | Voti   | %     | Seggi |
| ----------------------------- | ----------------------------- | --------------------- | --------------------- | ------- | ------- | ---------------------- | ------ | ----- | ----- |
|                               | Silvia Marchionini ✔️ Sindaca | 6 923                 | 50,62                 | 6 224   | 38,70   | Partito Democratico    | 4 152  | 24,93 | 13    |
| La Verbania del Sì            | Silvia Marchionini ✔️ Sindaca | 6 923                 | 50,62                 | 6 224   | 38,70   | 927                    | 5,57   | 3     |       |
| Verbania Viva                 | Silvia Marchionini ✔️ Sindaca | 6 923                 | 50,62                 | 6 224   | 38,70   | 846                    | 5,08   | 2     |       |
|                               | Giandomenico Albertella       | 6 753                 | 49,38                 | 7 629   | 47,44   | Lega                   | 3 376  | 20,27 | 5     |
| Insieme per Verbania          | Giandomenico Albertella       | 6 753                 | 49,38                 | 7 629   | 47,44   | 2 212                  | 13,28  | 3     |       |
| Forza Italia                  | Giandomenico Albertella       | 6 753                 | 49,38                 | 7 629   | 47,44   | 965                    | 5,80   | 1     |       |
| Fratelli d'Italia             | Giandomenico Albertella       | 6 753                 | 49,38                 | 7 629   | 47,44   | 869                    | 5,22   | 1     |       |
| Seggio di coalizione          | Seggio di coalizione          | Seggio di coalizione  | 49,38                 | 7 629   | 47,44   | 1                      |        |       |       |
|                               | Roberto Campana               | Roberto Campana       | Roberto Campana       | 826     | 5,14    | Movimento 5 Stelle     | 825    | 4,95  | 1     |
|                               | Patrich Rabaini               | Patrich Rabaini       | Patrich Rabaini       | 590     | 3,67    | Comunità Vb (A)        | 596    | 3,58  | 1     |
|                               | Vladimiro Di Gregorio         | Vladimiro Di Gregorio | Vladimiro Di Gregorio | 476     | 2,96    | Partito Comunista      | 460    | 2,76  | –     |
|                               | Renato Brignone               | Renato Brignone       | Renato Brignone       | 453     | 2,82    | Una Verbania Possibile | 432    | 2,59  | –     |
|                               | Loredana Brizio               | Loredana Brizio       | Loredana Brizio       | 434     | 2,70    | Grande Nord            | 260    | 1,56  | –     |
| Verbania Nova                 | Loredana Brizio               | Loredana Brizio       | Loredana Brizio       | 434     | 2,70    | 161                    | 0,97   | –     |       |
| Totale                        | Totale                        | 13 676                | 100                   | 16 081  | 100     |                        | 16 652 | 100   | 32    |
|                               |                               |                       |                       |         |         |                        |        |       |       |
| Fonte: Ministero dell'interno |                               |                       |                       |         |         |                        |        |       |       |

## Vercelli

### Vercelli
| Candidati                     | Candidati                 | II turno               | II turno               | I turno | I turno | Liste                | Voti   | %     | Seggi |
| Candidati                     | Candidati                 | Voti                   | %                      | Voti    | %       | Liste                | Voti   | %     | Seggi |
| ----------------------------- | ------------------------- | ---------------------- | ---------------------- | ------- | ------- | -------------------- | ------ | ----- | ----- |
|                               | Andrea Corsaro ✔️ Sindaco | 9 450                  | 54,80                  | 9 918   | 41,89   | Lega                 | 5 649  | 25,05 | 12    |
| Forza Italia                  | Andrea Corsaro ✔️ Sindaco | 9 450                  | 54,80                  | 9 918   | 41,89   | 2 576                | 11,43  | 5     |       |
| Fratelli d'Italia             | Andrea Corsaro ✔️ Sindaco | 9 450                  | 54,80                  | 9 918   | 41,89   | 1 469                | 6,52   | 3     |       |
|                               | Maura Forte               | 7 796                  | 45,20                  | 5 839   | 24,66   | Partito Democratico  | 3 915  | 17,36 | 4     |
| Vercelli con Maura Forte      | Maura Forte               | 7 796                  | 45,20                  | 5 839   | 24,66   | 998                  | 4,43   | 1     |       |
| Italia in Comune              | Maura Forte               | 7 796                  | 45,20                  | 5 839   | 24,66   | 571                  | 2,53   | –     |       |
| Seggio di coalizione          | Seggio di coalizione      | Seggio di coalizione   | 45,20                  | 5 839   | 24,66   | 1                    |        |       |       |
|                               | Roberto Scheda            | Roberto Scheda         | Roberto Scheda         | 3 407   | 14,39   | Voltiamo Pagina      | 2 072  | 9,19  | 2     |
| Uniti si Vince                | Roberto Scheda            | Roberto Scheda         | Roberto Scheda         | 3 407   | 14,39   | 976                  | 4,33   | –     |       |
| Seggio di coalizione          | Seggio di coalizione      | Seggio di coalizione   | Roberto Scheda         | 3 407   | 14,39   | 1                    |        |       |       |
|                               | Alberto Profumo           | Alberto Profumo        | Alberto Profumo        | 1 751   | 7,40    | SiAmo Vercelli       | 1 689  | 7,49  | 2     |
|                               | Michelangelo Catricalà    | Michelangelo Catricalà | Michelangelo Catricalà | 1 531   | 6,47    | Movimento 5 Stelle   | 1 488  | 6,60  | 1     |
|                               | Federico Bodo             | Federico Bodo          | Federico Bodo          | 680     | 2,87    | +Europa              | 626    | 2,78  | –     |
|                               | Giacomo Ferrari           | Giacomo Ferrari        | Giacomo Ferrari        | 549     | 2,32    | Vercelli Democratica | 518    | 2,30  | –     |
| Totale                        | Totale                    | 17 246                 | 100                    | 23 675  | 100     |                      | 22 547 | 100   | 32    |
|                               |                           |                        |                        |         |         |                      |        |       |       |
| Fonte: Ministero dell'interno |                           |                        |                        |         |         |                      |        |       |       |

## Piccoli Comuni

### Incisa Scapaccino
|                               | Massimelli Matteo ✔️ Sindaco | 960   | 100,00 | Noi per Incisa | 960 | 100,00 | 10 |  |  |
| Totale                        | Totale                       | 960   | 100    |                | 960 | 100    | 10 |  |  |
|                               |                              |       |        |                |     |        |    |  |  |
| Schede bianche                | Schede bianche               | 85    | 7,63   |                |     |        |    |  |  |
| Schede nulle                  | Schede nulle                 | 154   | 13,82  |                |     |        |    |  |  |
| Votanti                       | Votanti                      | 1 114 | 59,29  |                |     |        |    |  |  |
| Elettori                      | Elettori                     | 1 879 |        |                |     |        |    |  |  |
|                               |                              |       |        |                |     |        |    |  |  |
| Fonte: Ministero dell'interno |                              |       |        |                |     |        |    |  |  |